# Calypte
A Calypte  a madarak osztályának sarlósfecske-alakúak (Apodiformes)  rendjébe és a kolibrifélék (Trochilidae) családjába tartozó nem.

## Rendszerezésük
A nemet John Gould írta le 1856-ban, az alábbi 2 faj tartozik ide:
- Anna-kolibri (Calypte anna)
- Costa-kolibri (Calypte costae)

## Előfordulásuk
Észak-Amerika nyugati részén, Kanada, az Amerikai Egyesült Államok és Mexikó területén honosak. Természetes élőhelyeik a szubtrópusi és trópusi erdők, gyepek, szavannák, cserjések és sivatagok. Vonuló fajok.

## Megjelenésük
Testhossza 7,5–8,5 centiméter közötti.

## Életmódjuk
Nektárral, virágporral és rovarokkal táplálkoznak.

## További információ
- Képek az interneten a nembe tartozó fajokról